# Emil Otto Hoppé

Emil Otto Hoppé, 1908 porträtiert von Minya Diez-Dührkoop

Emil Otto Hoppé (* 14. April 1878 in München; † 9. Oktober 1972 in London) war Fotograf. Sein Name wird oft als „EO Hoppe“ abgekürzt. Hoppé war einer der bedeutendsten Porträtfotografen seiner Zeit. Er war jedoch auch durch seine Landschafts- und Architekturaufnahmen bekannt. Seinen Stil ordnet man dem Piktorialismus zu.

## Lebenslauf

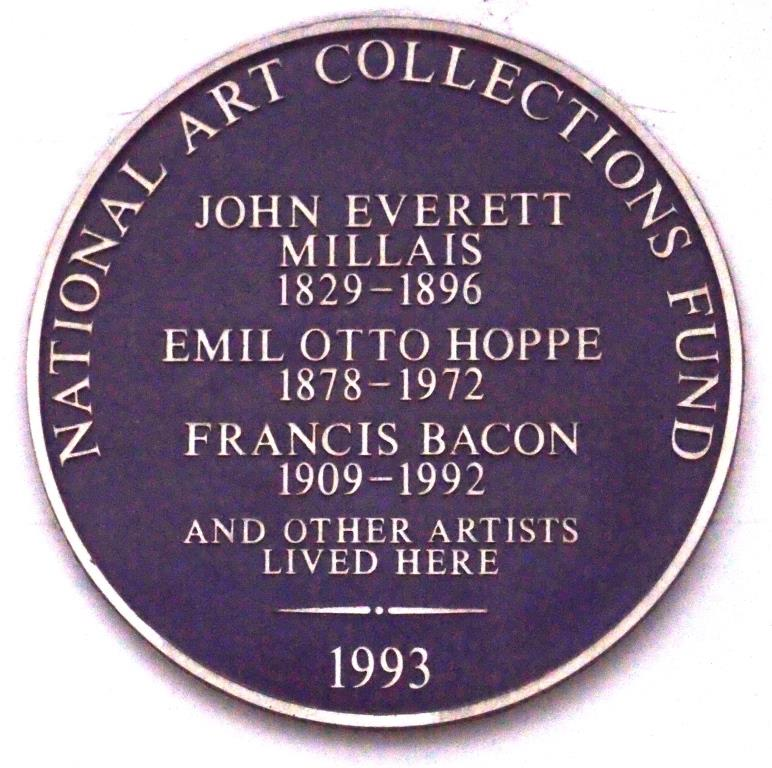
Gedenktafel für Emil Otto Hoppé in London, 7 Cromwell Place

Emil Otto Hoppé wurde als Sohn einer Bankiersfamilie in München geboren. Im Jahr 1900 übersiedelte er nach London, wo er zunächst für die Deutsche Bank arbeitete. Ab 1903 wurde er Amateurfotograf und trat der Royal Photographic Society bei. 1905 heiratete er Marion Bliersbach.
Von 1907 bis 1911 arbeitete er in London gemeinsam mit E. F. Griffin als Porträtfotograf. Er richtete zahlreiche Ausstellungen aus. 1909 repräsentierte er Großbritannien auf der Internationalen Fotografieausstellung in Dresden. Im darauffolgenden Jahr wurden 70 Porträtfotografien von Hoppé auf einer Ausstellung der Royal Photographic Society gezeigt. Es handelte sich dabei um die erste Ausstellung, die die Society einem einzelnen Fotografen widmete.
1911 richtete sich Hoppé ein eigenes Fotostudio in der Londoner Baker Street ein. Bereits zwei Jahre später zog das Studio in den Stadtteil South Kensington um. Ab 1914 trug er als Kunstredakteur zu dem neuen Kunstmagazin Color bei. Im Jahr 1916 fotografierte er für die erste britische Ausgabe der Zeitschrift Vogue.
1921 fotografierte er im Buckingham Palace Porträts von King George V. und Queen Mary, welche als Postkarten und Poster weltweit Verbreitung fanden. Hierzu verwendete er eine Leica bei vergleichsweise langen Belichtungszeiten. Außerdem reiste er nach New York, um die Stadt zu fotografieren und Porträts aufzunehmen.

In den folgenden Jahren unternahm er zahlreiche Reisen, um Material für Buchveröffentlichungen zu sammeln. 1923 besuchte er Rumänien als Gast Queen Marys und der rumänischen Königsfamilie. Ein Aufenthalt in einem Zigeunerlager war Teil dieser Reise. 1925 fotografierte Hoppé in Großbritannien und Irland Landschaften für die Buchserie Orbis Terrarum. 1926 reiste er nach Nordamerika, Kuba, Jamaika und den British West Indies, um Motive für das Buch Romantic America aufzunehmen. 1928 reiste Hoppé nach Deutschland und fand Motive für zwei Bücher, die in den nächsten Jahren in Deutschland publiziert wurden. Eines erschien 1930 im Ullstein Verlag unter dem Titel „Deutsche Arbeit - Bilder vom Wiederaufstieg Deutschlands.“ 

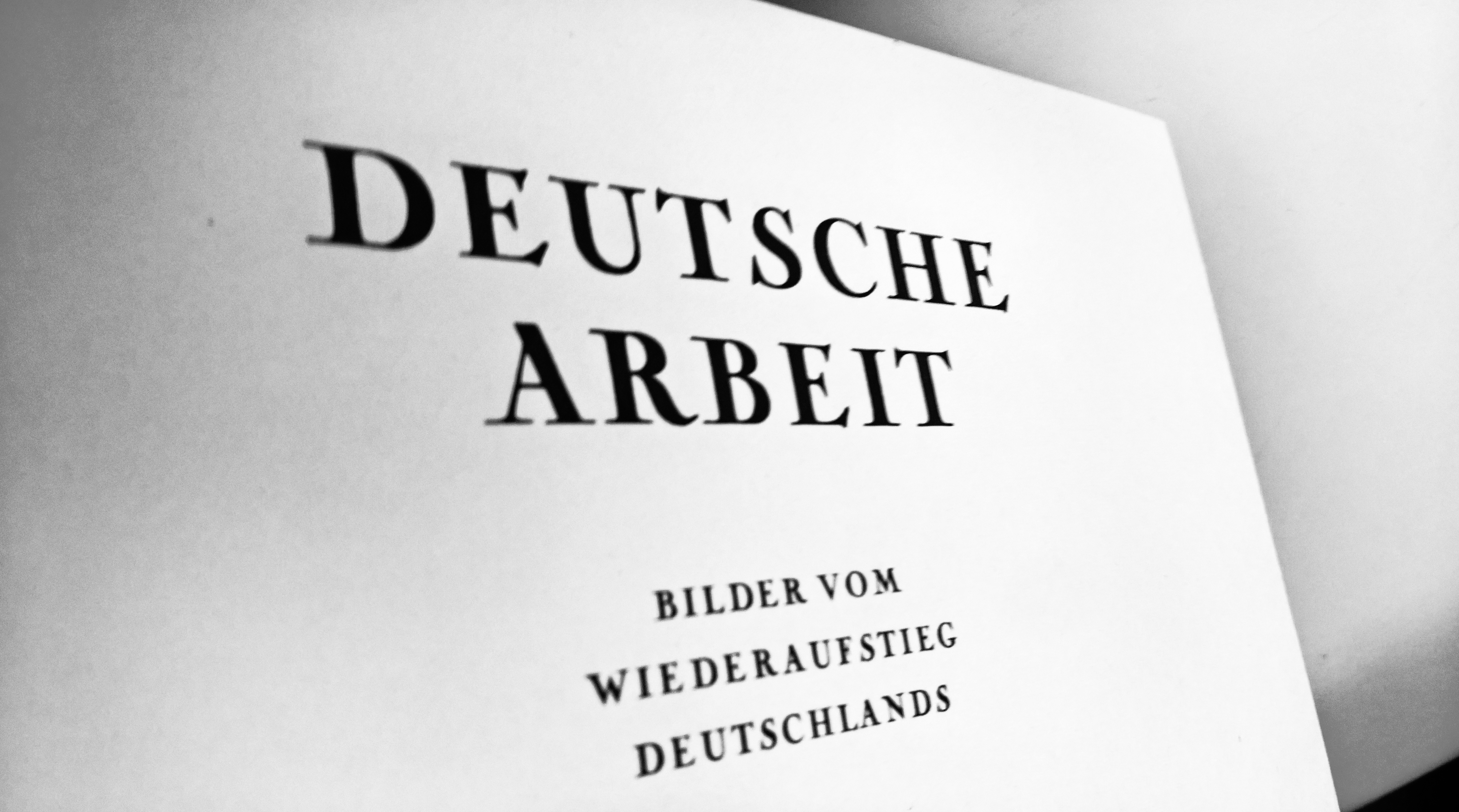
Deutsche Arbeit – Bilder vom Wiederaufstieg Deutschlands – Ullstein Verlag Berlin – 1930

 In der Zeit von 1933 bis 1938 unternahm er Reisen nach Afrika, Bayern, Polen und in die Tschechoslowakei. 1939 kehrte er nach London zurück. Dort leitete er die Dorien Leigh Photographic Agency.
1954 wurde in der Londoner Foyles Art Gallery die Ausstellung A Half Century of Photography eröffnet, die später auch in seinem Geburtsort München im Lenbachhaus sowie im Fernen Osten zu sehen sein sollte. 1968 fand aus Anlass seines 90. Geburtstages eine weitere retrospektive Ausstellung in der Londoner Kodak Gallery statt.
Am 9. Oktober 1972 starb Hoppé im Alter von 94 Jahren in London.

## Sammlungen
Sammlungen bestehen bei:
- National Portrait Gallery, London
- Victoria and Albert Museum, London
- Bibliothèque nationale de France, Paris
- National Museum of Photography Film and Television, Bradford (GB)[1]
- George Eastman House, Rochester (GB)
- Harry Ransom Center at the University of Texas at Austin (Gernsheim Collection)[2]
- New York Public Library
- National Gallery of Australia, Canberra

## Werke (Auswahl)
- Photography. Hutchinson, London 1911, S. 438, (englisch).
- Studies from the Russian ballet. Published by the Fine Art Society, London 1913, (englisch).
- England. Baukunst und Landschaft. Wasmuth, Berlin 1926 (englisch: Picturesque Great Britain : the architecture and the landscape. London 1926. Übersetzt von J. v. H.).
- Die Vereinigten Staaten. Das romantische Amerika. Baukunst, Landschaft und Volksleben. Wasmuth, Berlin 1927 (englisch: The United States of America. London 1927. Übersetzt von J. v. H.).
- Romantik der Kleinstadt: Eine Entdeckungsreise durch das alte Deutschland, übersetzt von Else Baronin Werkmann; F. Bruckmann, München 1929
- Deutsche Arbeit. Bilder vom Wiederaufstieg Deutschlands, Vorwort von Bruno H. Bürgel; Ullstein AG, Berlin 1930

## Sonderausstellungen
- 2011: Menschen, Dinge Menschenwerk. Emil Otto Hoppé – Fotografien 1925 bis 1928. Berlinische Galerie, Berlin 2010
- 2017: E.O. Hoppé –Unveiling a Secret., Photographische Sammlung der SK Stiftung Kultur, Köln (in Zusammenarbeit mit Fondazione MAST, Bologna, und E.O. Hoppé Estate Collection/Curatorial Assistance, California), Kurator Urs Stahel